# Número primo diédrico

Pantalla de 7 segmentos basada en LED que muestra los 16 dígitos hexadecimales

Un primo diédrico o primo diédrico de calculadora es un número primo que todavía se lee como sí mismo u otro número primo cuando se lee en un visualizador de siete segmentos (el habitual de las calculadoras de bolsillo), independientemente de la orientación (normal o al revés) y la superficie (visualización real o reflejo en un espejo).

## Ejemplos
Los primeros primos diédricos en el sistema de numeración decimal son
2, 5, 11, 101, 181, 1181, 1811, 18181, 108881, 110881, 118081, 120121, 121021, 121151, 150151, 151051, 151121, 180181, 180811, 181081 (sucesión A134996 en OEIS).
El primo diedro más pequeño que se lee de manera diferente con cada combinación de orientación y superficie es 120121, que se convierte en 121021 (al revés), 151051 (reflejado) y 150151 (al revés y reflejado).
Los dígitos 0, 1 y 8 siguen siendo los mismos independientemente de la orientación o la superficie (se ignora el hecho de que 1 se mueve de derecha a izquierda de la celda de siete segmentos cuando se invierte). Las cifras 2 y 5 permanecen iguales cuando se ven al revés y se convierten la una en la otra cuando se reflejan en un espejo. En la pantalla de una calculadora que puede manejar el sistema hexadecimal, 3 se convertiría en E ya sea por reflexión o disposición al revés, pero siendo E un dígito par, el dígito 3 no se puede usar como el primer dígito porque el número reflejado será par. Aunque el 6 y el 9 se convierten el uno en el otro al revés, no son dígitos válidos cuando se reflejan, al menos no en ninguno de los sistemas numéricos en los que suelen operar las calculadoras de bolsillo. Además, d y b son reflejos entre sí (en las representaciones visualizador de siete segmentos de dígitos hexadecimales, b y d generalmente se representan en minúsculas mientras que A, C, E y F se presentan en mayúsculas), pero sus imágenes invertidas no son dígitos válidos. Tal como ocurre con los números estrobogramáticos, si un número (ya sea primo, compuesto o de otro tipo) es diédrico, depende parcialmente del tipo de letra que se utilice. En la escritura a mano, un 2 dibujado con un bucle en su base puede ser estrobogramático a un 6, aunque son números de poca utilidad para los números primos. En el diseño de la tipografía utilizada en los billetes de dólar, el 5 se convierte en un 7 cuando se refleja en un espejo, mientras que el 2 parece un 7 al revés.
Los primos estrobogramáticos que no usan 6 o 9 son primos diédricos. Esto incluye a los repitunos y todos los demás números primos palindrómicos que solo contienen los dígitos 0, 1 y 8 (en sistema binario, todos los primos palindrómicos son diédricos). Parece que se desconoce si existen infinitos números primos diédricos, pero esto se derivaría de la conjetura de que hay infinitos números primos repitunos.
El primo palindrómico 10180054 + 8×(1058567-1)/9×1060744 + 1, descubierto en 2009 por Darren Bedwell, tiene 180055 dígitos y puede ser el primo diédrico más grande conocido a 2009.